# モルビアン県
モルビアン県(モルビアンけん、フランス語:Morbihan、ブルターニュ語:Mor-Bihan)は、フランスのブルターニュ地域圏の県である。モルビアンとは、ブルトン語で小さな海という意味で、名前の由来となったモルビアン湾を持っている。

## 歴史
モルビアンは1790年3月4日、フランス革命時に作られた83の県のうちのひとつで、ブルターニュの旧行政区の一部から作られた。

## 地理

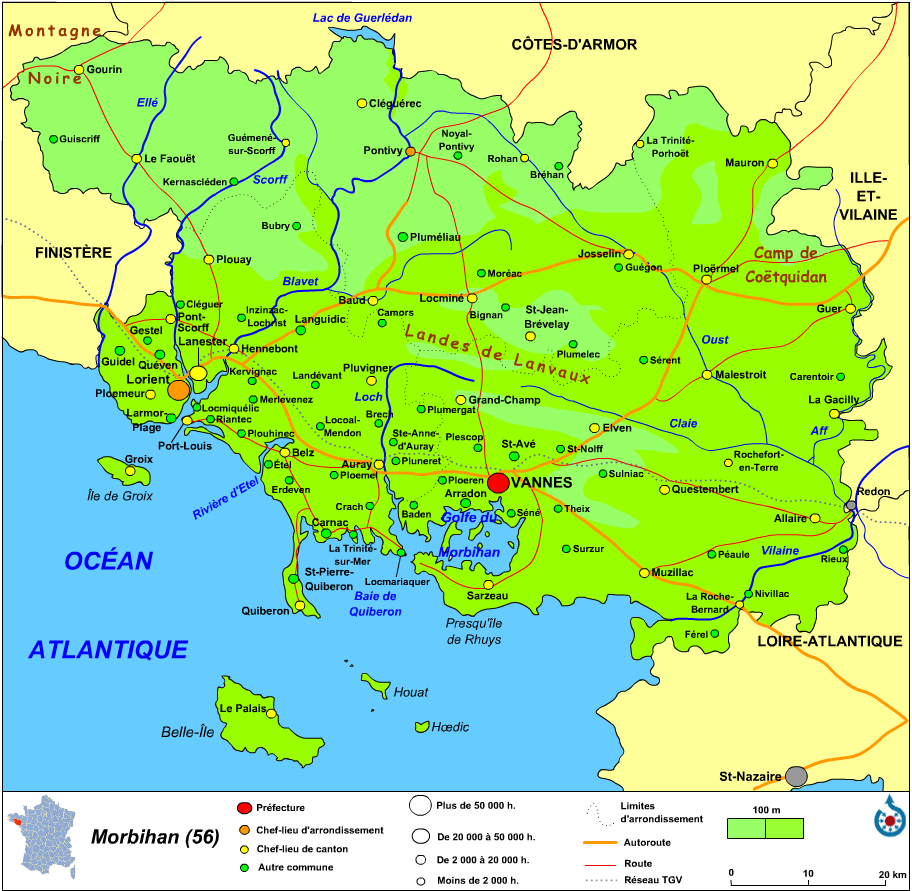
モルビアン県の地図

モルビアンはブルターニュ地域圏の一部で、フィニステール県、コート＝ダルモール県、イル＝エ＝ヴィレーヌ県とロワール＝アトランティック県、それから南西の大西洋に囲まれている。
県の北部は、パンポンの森、ラヌエの森、ケネカンの森といった広大な森林地帯が広がる。中世にはブルターニュ全体がそうであったように、森は現在よりも広範囲だった。古いブロセリアンドの森（アーサー王伝説に登場する）は、ごく一部がパンポンの森として残る。モルビアンは地域圏内で最も森林面積が広い県である。
農業用地は県面積の57%である。これはすなわち、表面上は地域圏内で少なくとも農業のため土地が活用されている県であることを指す。
ブルターニュの他所で見られるように、潮の干満が川の河口や入り江を満たす。これはレオン地方のアベールと同じで、地理学者たちはリアス式海岸と呼ぶ。モルビアンの海岸は特に切り刻まれている。
モルビアン湾にある名前のついた42の島のうち、最も大きなモワンヌ島(l'île aux Moines)とアルス島(l'île d'Arz)はコミューンになっている。湾の外、モル・ブラーズ海には人の住んでいる島が4つある。
- ベル＝イル＝アン＝メール(Belle-Île-en-Mer)
- グロワ島(Groix)
- ウア島(Houat)
- オエディック島(Hoëdic)

- メアバン島(Meaban)は人の住めない鳥類保護区である。

## 人口統計
| 1968年  | 1975年  | 1982年  | 1990年  | 1999年  | 2008年  | 2009年  | 2011年  |
| ------- | ------- | ------- | ------- | ------- | ------- | ------- | ------- |
| 540 474 | 563 588 | 590 889 | 619 838 | 643 873 | 710 034 | 716 182 | 727 083 |

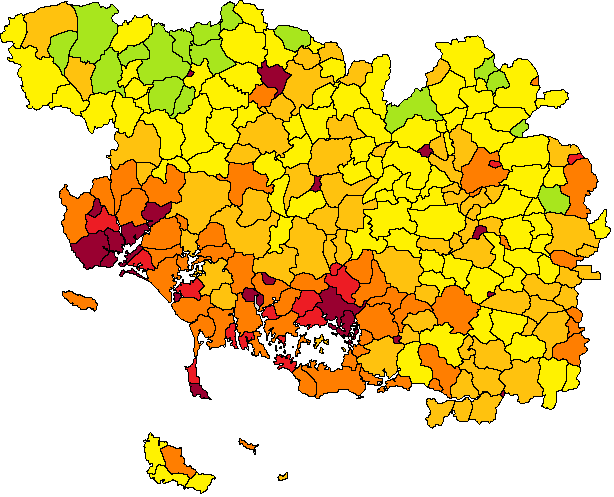
2007年時点での県内人口密度を示す地図。色が濃いほど密度が高い

2008年における県平均人口密度は104人/km²であった。これはフランス・メトロポリテーヌ内の平均人口密度113人/km²よりも下回っている。この平均値は県内の261のコミューン間の格差が潜んでいる。県人口は主に、ロリアンやヴァンヌといった沿岸にあるコミューン都市圏に集まっている。人口に占める都市化率は61%である。ロリアンの都市圏は県で最も人口が多い都市圏で、レンヌ、ブレストの各都市圏に次いで地域圏内第3の規模である。県で2番目に大きなヴァンヌ都市圏は、地域圏内ではサン＝ブリユー、カンペールに次いで第6位である。ロリアンとヴァンヌに次いで人口が1万人を超えるコミューンは、オーレー、エンヌボン、ポンティヴィ、ロクミケリックである。

## 言語
コート＝ダルモール県と同様に、ブルトン語とガロ語が話されている。おおまかに県西部がブルトン語、県東部の一部がガッロ語の地域となり、言語の境界線となっている。この境界線は、9世紀以降フランス語の使用が優勢となって減少してきている。18世紀には、言語境界線は北のロアンから南のラ・ロッシュ＝ベルナールへ向けて走っていた。19世紀初頭、ヴィレーヌ川河口南部のコミューン（ペネスタンなど）はフランス語化された。20世紀中に、ブルターニュ全域でフランス語が話されるようになり、話者人口が増加するに及んで、この言語境界線は徐々に意義を失っていった。しかし現在、ブルトン語で教育する学校が各地にある。

## 観光

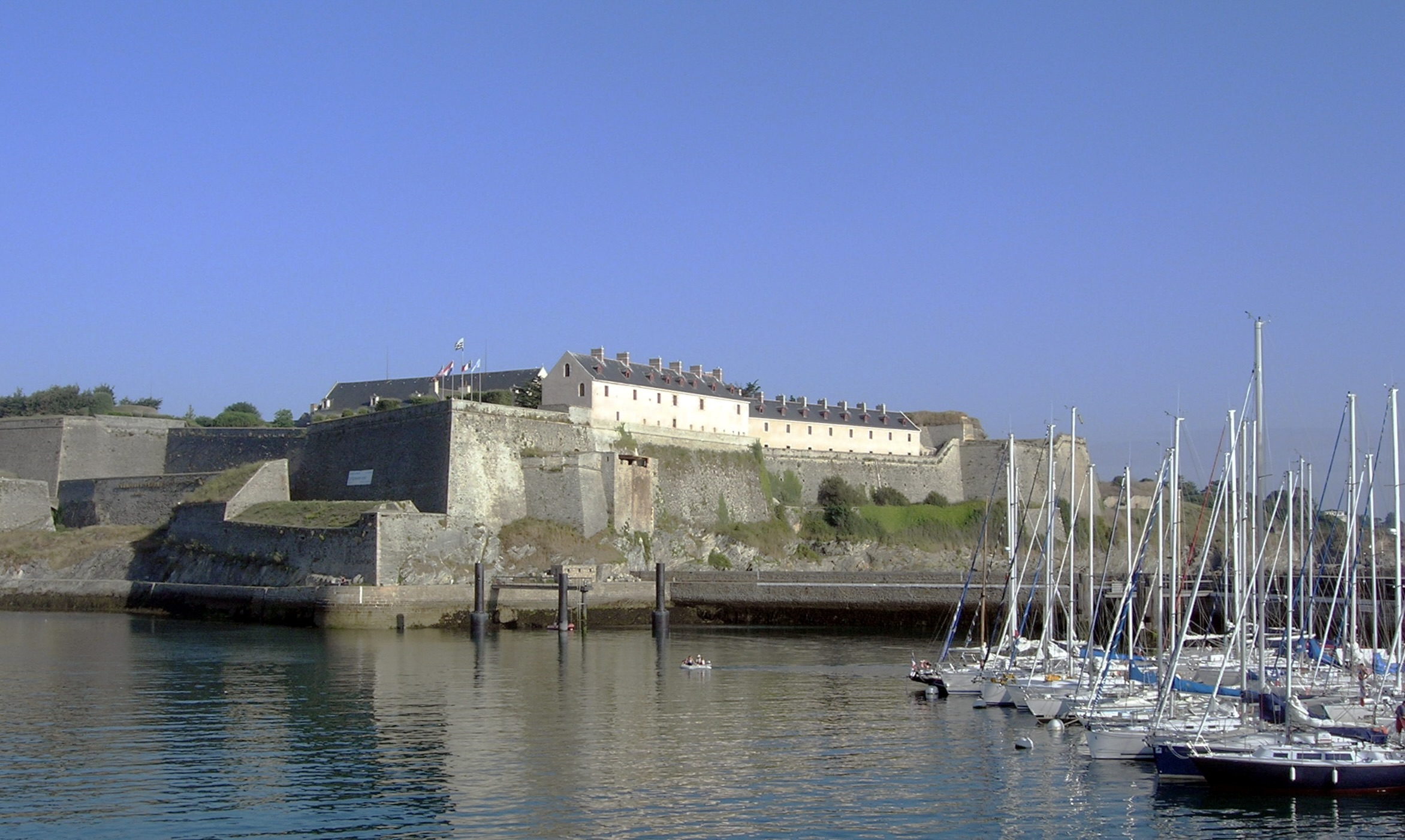
ベル＝イル＝アン＝メール、ル・パレに残るヴォーバンの要塞
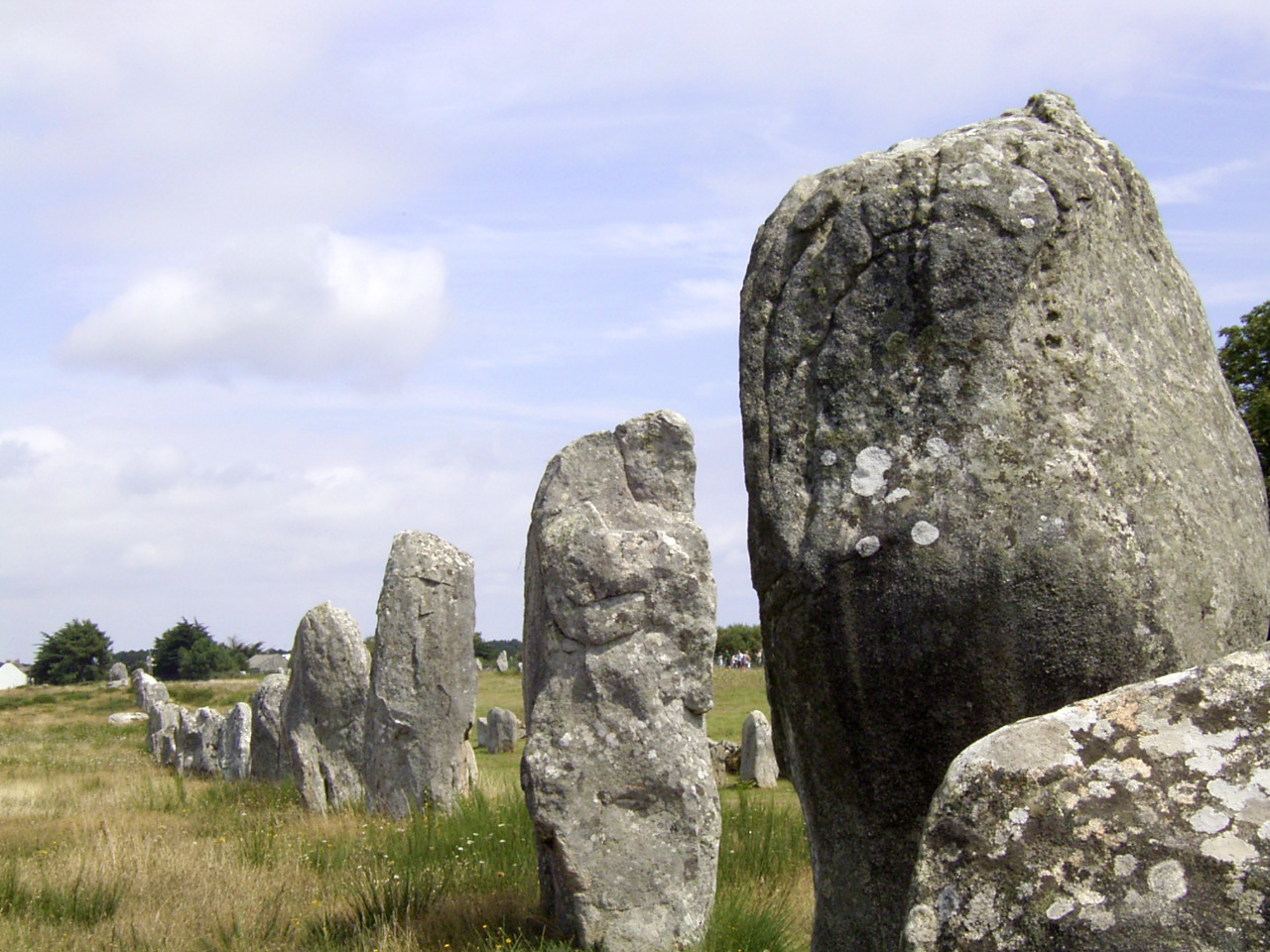
カルナック列石
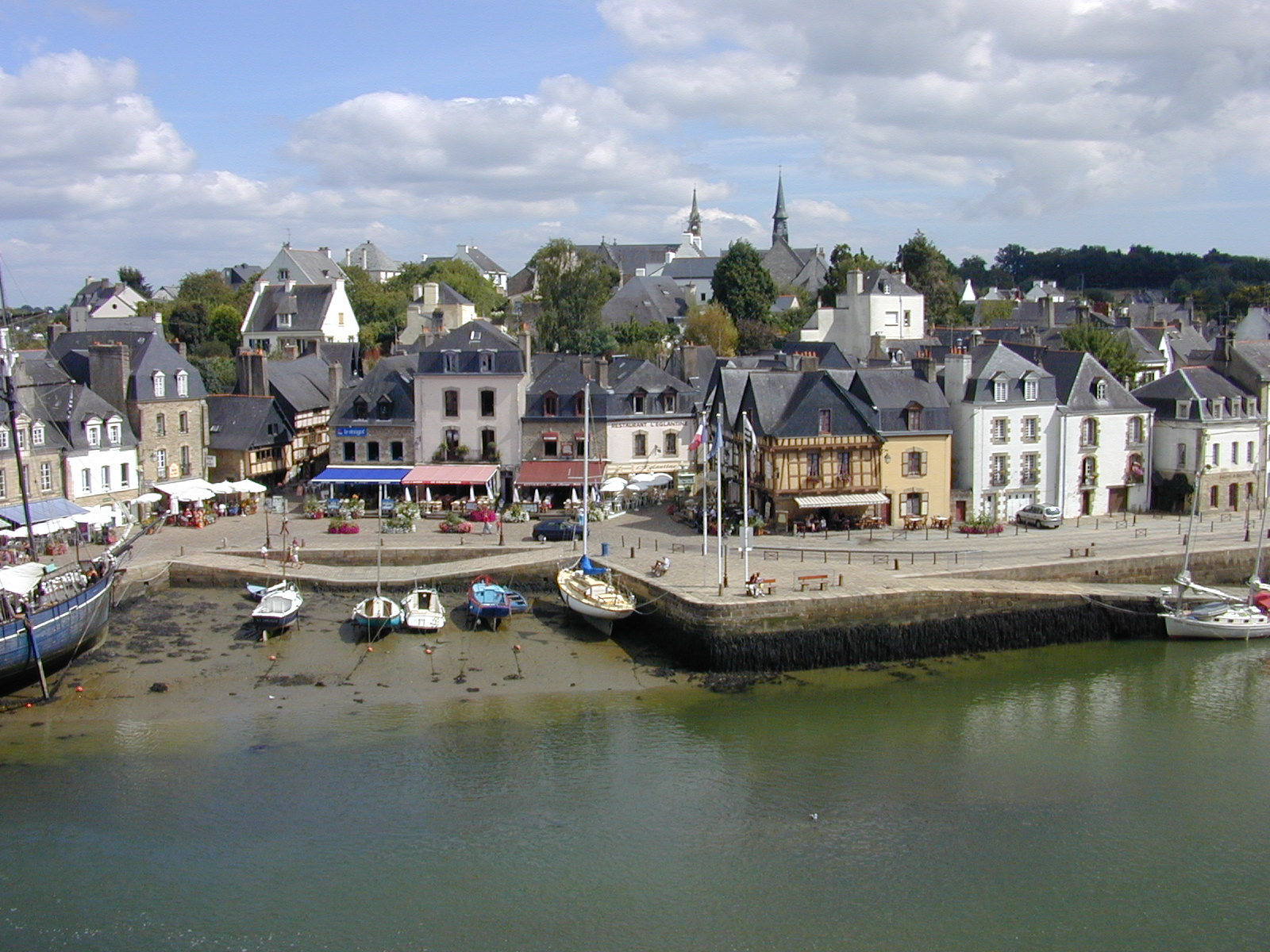
オーレー
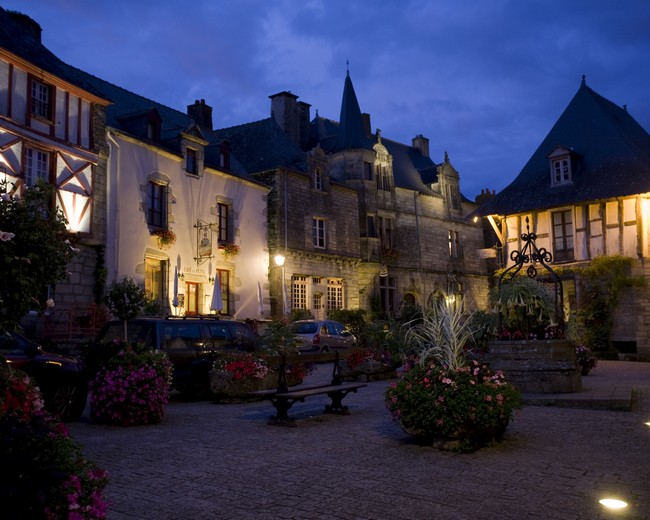
ロシュフォール＝アン＝テール
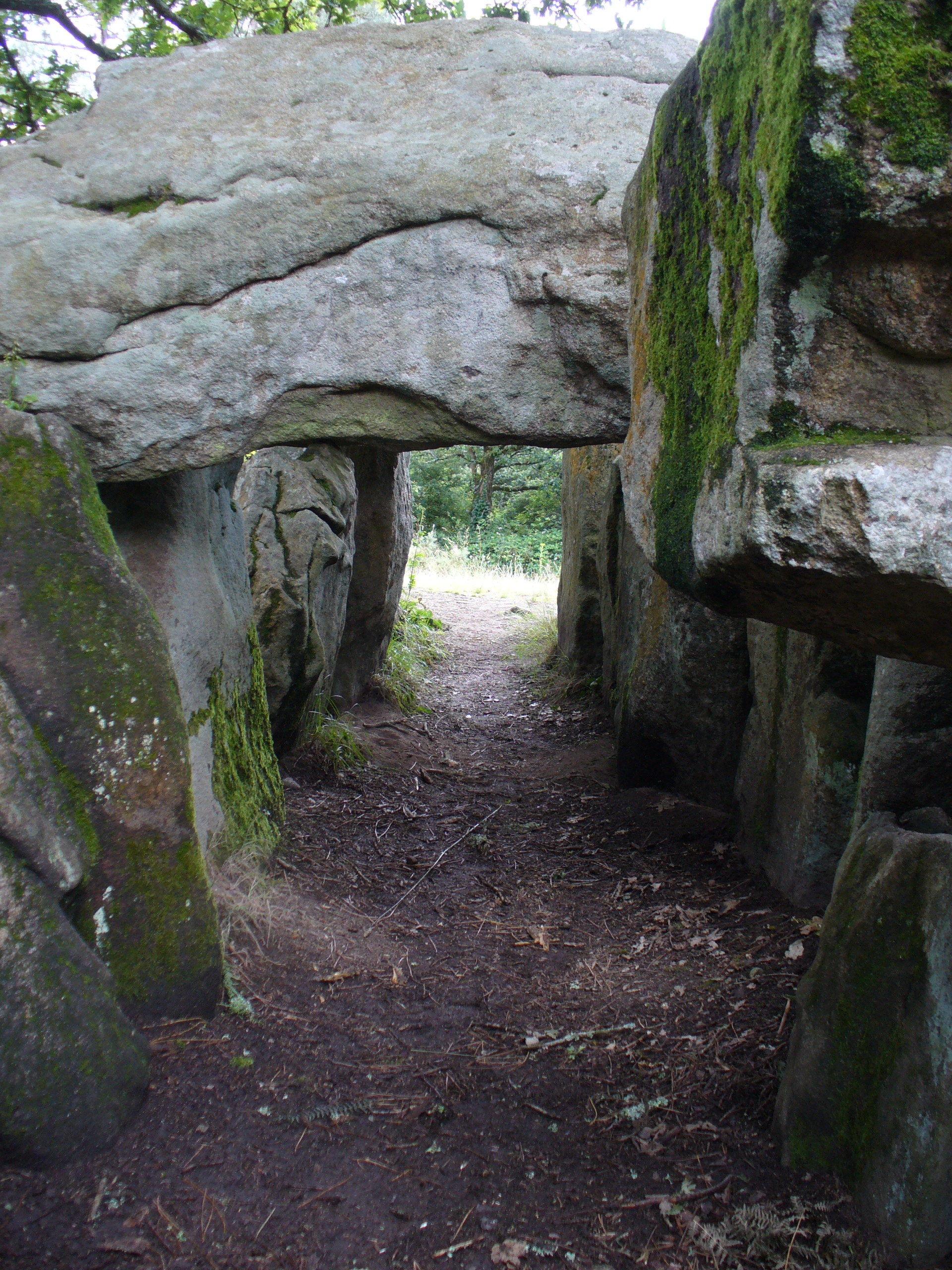
プルアルネルのドルメン
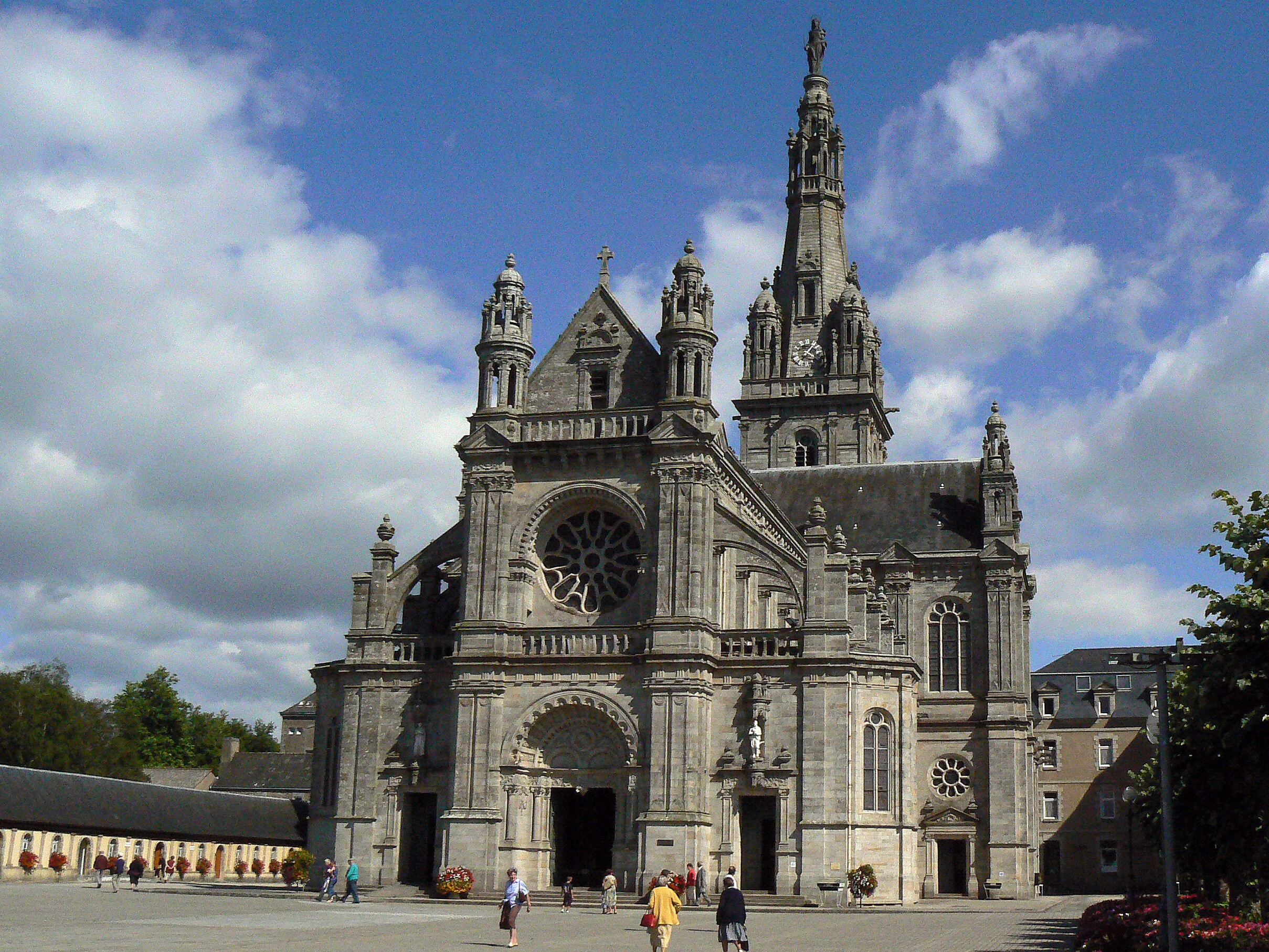
巡礼地サンタンヌ＝ドーレー